# Demostene Botez
Demostene Botez (ur. 2 lipca 1893 w Truşeşti k. Botoszanów, zm. 17 marca 1973 w Jassach) – rumuński poeta, pisarz, tłumacz i adwokat.

## Życiorys
Skończył liceum w Jassach i studia prawnicze na Uniwersytecie A.J. Cuzy, później przez wiele lat pracował jako adwokat. Jako poeta zadebiutował w 1911, wydając zbiór wierszy. Pisał wiersze patriotyczne, tworzył lirykę refleksyjną utrzymaną w poetyce symbolizmu i zaangażowaną lirykę społeczną, m.in. w zbiorze Floarea soarelui z 1953. Jest też autorem powieści psychologicznych Inălțarea la cer (1937), Obsesia (1946) i Oameni de lut (1948). Był członkiem Akademii Rumunii. Tłumaczył dzieła Arystofanesa, Gustave Flauberta, Gorkiego, Brechta i Tuwima. Od 1964 do 1965 był przewodniczącym Związku Pisarzy Rumuńskich.